# Repište
Repište je obec na Slovensku v okrese Žiar nad Hronom v Banskobystrickém kraji, v severní části Štiavnických vrchů. Žije v ní 277 obyvatel.

## Historie
První písemná zmínka o vesnici je z roku 1388.

## Pamětihodnosti
Ve vsi stojí římskokatolický kostel Růžencové Panny Marie. Do katastrálního území obce zasahuje část přírodní rezervace Kamenný jarok.